# Gonomyia (Gonomyia) nansei
Gonomyia (Gonomyia) nansei is een tweevleugelige uit de familie steltmuggen (Limoniidae). De soort komt voor in het Palearctisch en Oriëntaals gebied.